# Ditrichum bogotense
Ditrichum bogotense là một loài rêu trong họ Ditrichaceae. Loài này được Hampe Broth. mô tả khoa học đầu tiên năm 1901.